# Côme de Maïouma

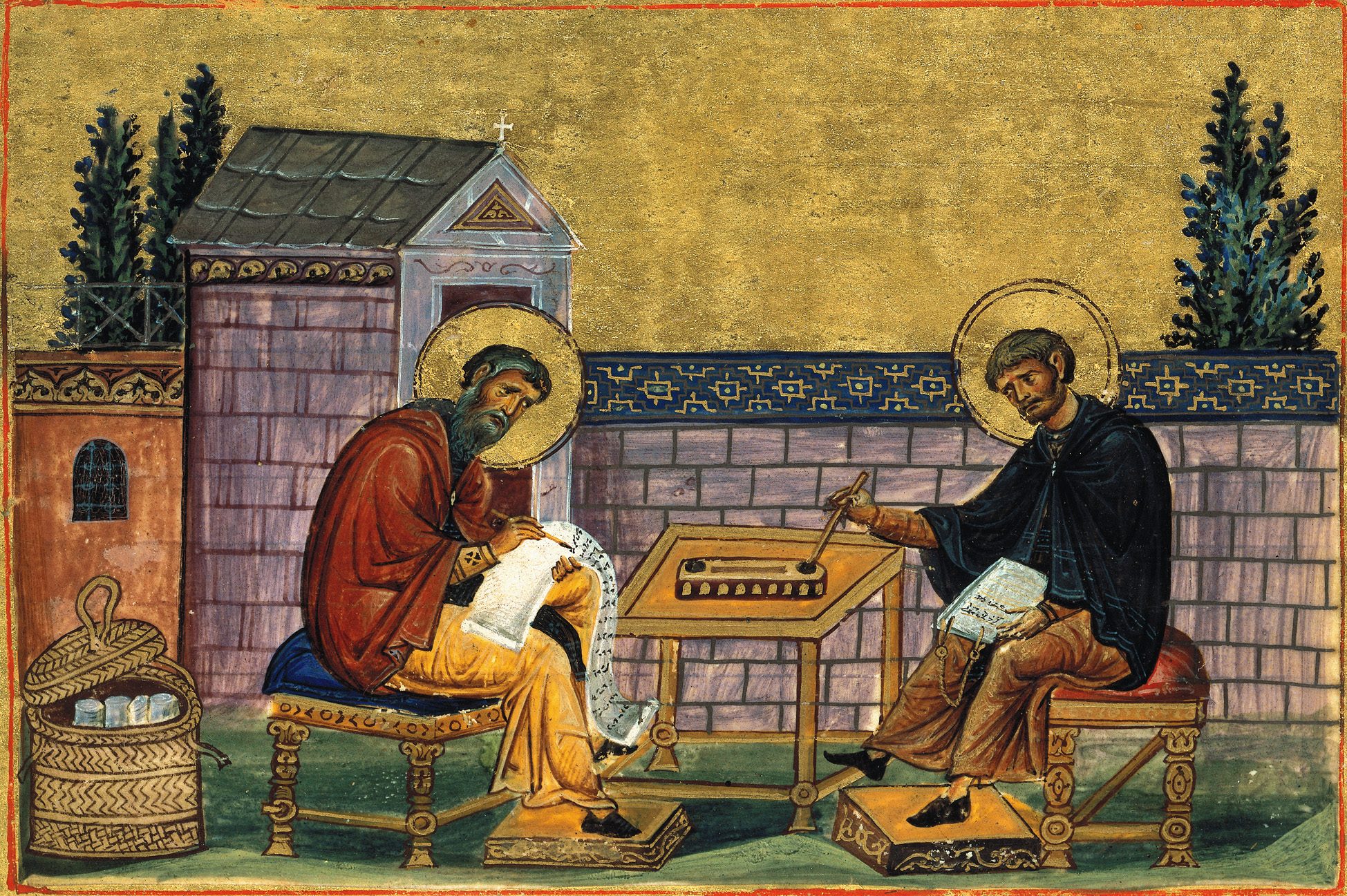
Côme de Maïouma et Jean Damascène, Ménologe de Basile II.

Côme de Maïouma est un évêque et hymnographe du VIIIe siècle. Il est reconnu comme saint par les églises catholique et orthodoxe. Il est né à Damas vers 675 et mort à Maïouma (ville) (en) près de Gaza vers 760.
Il est aussi appelé Cosmas de Maïouma, ou Cosmas de Jérusalem, ou Cosmas le Mélode, ou encore Cosmas l'Hymnographe.
Fête le 12 octobre (Occident) et le 14 octobre (Orient). 

## Éléments biographiques
Orphelin de père et de mère, Côme (en grec, Κοσμάς) fut adopté (à la fin du VIIe siècle ou au début du VIIIe) par le ministre des finances chrétien du califat Omeyyade, Sarjoun ibn Mansour, le père du futur saint Jean Damascène.
L'instruction des deux « frères » fut confiée à un moine précepteur, Jean de Sicile. Ce dernier avait été enlevé par des pirates musulmans, et s'en était lamenté auprès de Serge, se plaignant d'avoir beaucoup étudié pour rien et d'être un esclave inutile. Serge le racheta pour en faire l'éducateur de ses deux fils. Côme (de Maïouma) et Jean étudièrent la grammaire, la philosophie, la musique, l'astronomie et la géométrie. 
Ils devinrent, vers 726, moines à la laure de Saint-Sabas près de Jérusalem. 
Côme fut élu évêque de Maïouma en Palestine (région de Gaza). Il mourut dans cette ville et fut rapidement canonisé.

## Œuvre hymnographique
Cosmas composa de nombreuses hymnes (quatorze canons et des triodes) pour la plupart des grandes fêtes de l'année liturgique, où se présente, dans une langue accessible à tous, le contenu dogmatique de la fête.
Sa composition la plus connue est Toi plus vénérable que les chérubins, chantée à la 9e ode du canon des matines.